# 구스아일랜드 (시카고)

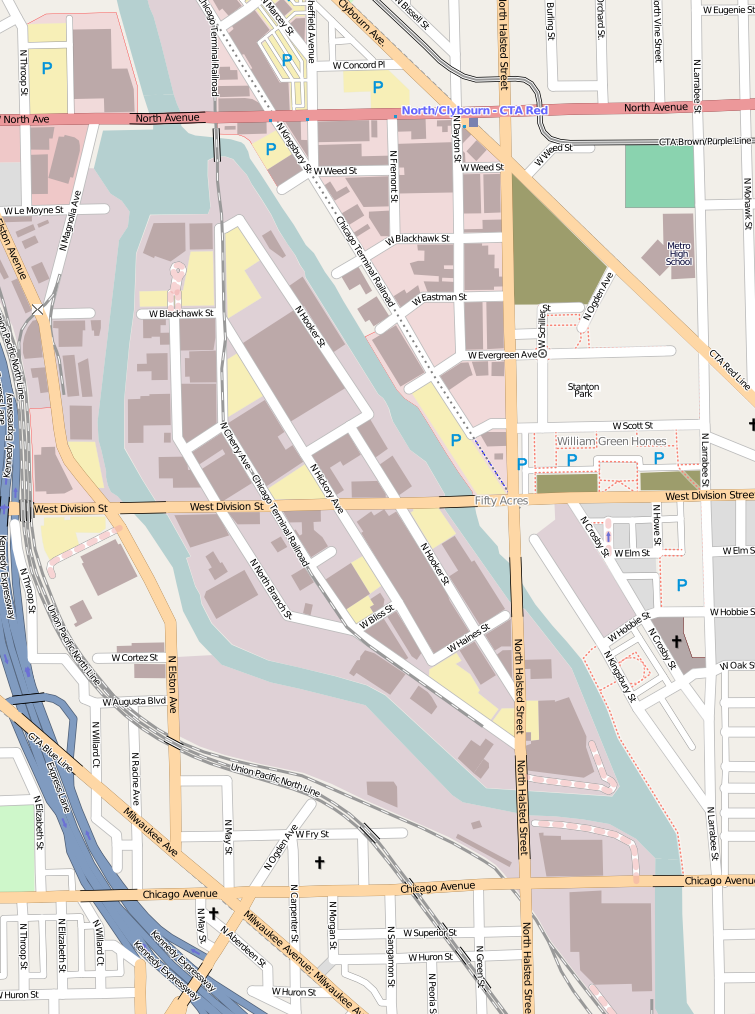
구스아일랜드 일대 지도

구스아일랜드 (Goose Island)는 미국 일리노이주 시카고에 자리잡은 0.65km2 넓이의 인공섬이다. 서쪽으로 시카고 강 북부지류가, 동쪽으로 노스브랜치 운하가 흐른다. 섬 한쪽 끝에서 끝까지의 거리는 2.4km 정도이며, 가장 넓은 너비거리는 800m에 달한다.

## 역사
구스아일랜드라는 이름은 시카고 강의 북부와 남부지류가 흐르는 북쪽 방면의 조그마한 자연섬을 가리키던 말로, 철새들의 보금자리였기 때문에 그 같은 이름이 붙었을 것으로 추정된다. 1840년대 말에는 시카고 시의 주변부가 섬 인근까지 확장됐는데, 이때 아일랜드 이민자들이 빈 섬으로 건너가 무허가로 집을 짓고 살기 시작했다. 그 지역은 지금의 킨지 가 (Kinzie Street)로, 시카고 강과 올리언스 가 사이에 있는 거리다. 아일랜드 정착촌은 그들의 고향이었던 코크 주의 이름에서 착안해 킬거빈 (Kilgubbin)이라 불렀다, 이후 이들 정착촌은 강 동쪽 시카고 애비뉴와 디비전 가 사이 지역으로 살짝 옮겨가게 되었는데 이 자리가 지금의 구스아일랜드다. 기존에 있던 구스 아일랜드는 1865년 준설 공사로 사라졌다.
지금의 구스아일랜드에 해당되는 땅은 시카고 강이 굽이져 움푹 튀어나왔던 지역으로, 북쪽으로는 노스 애비뉴부터 남쪽으로는 시카고 애비뉴까지 해당됐다. 1853년 시카고 초대 시장에 오른 윌리엄 B. 오그든은 '시카고 토지회사' (Chicago Land Company)를 설립해 강 동쪽 일대를 벽돌 점토 채취부지로 쓰기 위해 사들였다. 이후 인부들을 동원해 남쪽부터 북쪽으로 향하는 운하를 파기 시작했고, 1857년에는 운하가 강까지 닿으면서 기존에 강으로 굽이진 지역을 운하로 끊어놓게 되었다. 이 운하는 기본적인 해운이 가능하도록 너비 50m에 수심 10m로 준설되었으며, '노스브랜치 운하' (North Branch Canal)로 부르게 되었다. 노스브랜치 운하는 시장의 이름을 따서 오그든 운하라고도 불렀는데, 이 때문에 섬에도 가끔씩 별명삼아 오그든 섬이라고 불렀다. 1891년에는 시카고 시의원들이 공식적으로 오그든 섬이라 부르자고 제안하기도 했다. 그럼에도 구스아일랜드라는 이름으로 불리게 된 것은 섬내 시가지의 원조가 되었던 킬거빈 마을의 옛 위치가 본래의 구스아일랜드와 가까웠다는 점을 반영했기 때문이라는 설과, 주민들이 기르던 거위떼를 두고 붙인 지명이라는 설이 있다.
시간이 흐르고 폴란드인과 독일인 이민자들이 시카고에 유입되면서 구스아일랜드에도 정착하였다. 섬 주민들은 가축을 기르는 한편 인근 공장의 노동자로도 많이 근무했기 때문에 농촌과 도시의 일상에 걸쳐 살았다. 새로 들어온 주민들을 수용하기 위해 세 블럭 남짓한 구역 내에 100가구 넘는 주택이 지어졌으며, 여관이나 술집도 차례차례 문을 열었다. 19세기에 접어들면서부터는 피플스 가스 라이트 코크 회사가 섬 동쪽 지역을 사들여 산업단지로 키웠다. 이 지역은 공장에서 뿜어대는 연기 때문에 '작은 지옥' (small hell)이라는 악평을 들었다. 1887년에는 곡물창고 두 곳, 저탄장 열한 곳에 철도까지 들어섰다. 하지만 20세기에 접어들 무렵부터는 수많은 주민들이 섬을 떠나기 시작했고, 일부 기업 역시 섬을 떠나는 침체 현상을 겪었다.